# Marie-Hélène Prémont
Marie-Hélène Prémont   (Ciutat de Quebec, 24 d'octubre de 1977) és una ciclista quebequesa, ja retirada, especialitzada en el ciclisme de muntanya.
En el seu palmarès destaca una medalla de plata als Jocs Olímpics de 2004 en camp a través, una medalla d'or als Jocs de la Commonwealth de 2006 i una de bronze al Campionat del món de muntanya de Rotorua 2006. El 2008 fou primera a la Copa del món en Camp a través.

## Palmarès
- 2003
  -  Campiona del Canadà en Camp a través
- 2004
  -  Medalla de plata als Jocs Olímpics del 2004 en Camp a través
  -  Campiona del Canadà en Camp a través
- 2005
  -  Campiona del Canadà en Camp a través
- 2006
  - Medalla d'or als Jocs de la Commonwealth en Camp a través
  -  Campiona del Canadà en Camp a través
- 2007
  -  Campiona del Canadà en Camp a través
- 2008
  - 1a a la Copa del món en Camp a través
  -  Campiona del Canadà en Camp a través
- 2012
  -  Campiona del Canadà en Marató